# Суха-Бескидзька

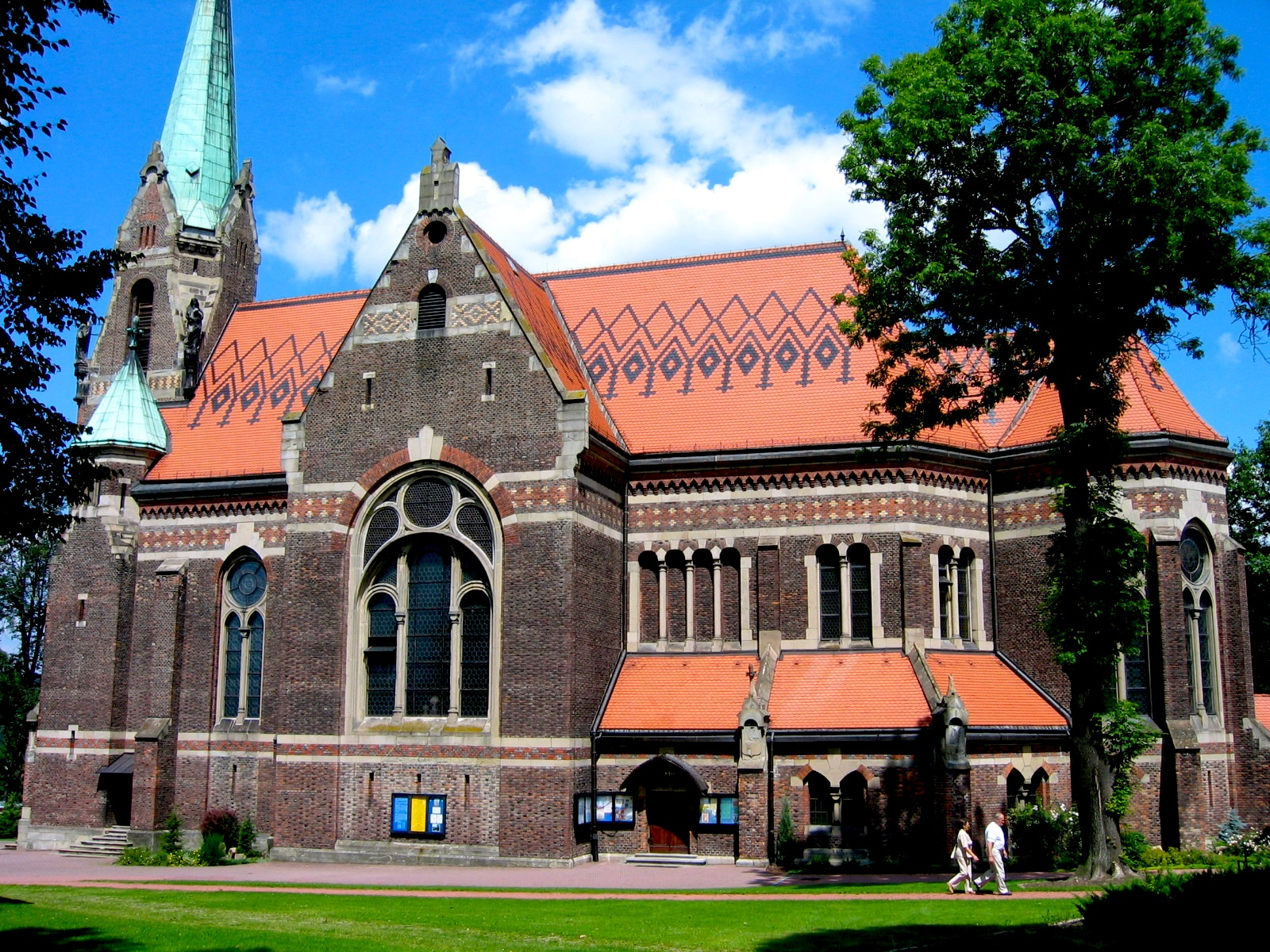
Церква Відвідин Пресвятої Діви Марії

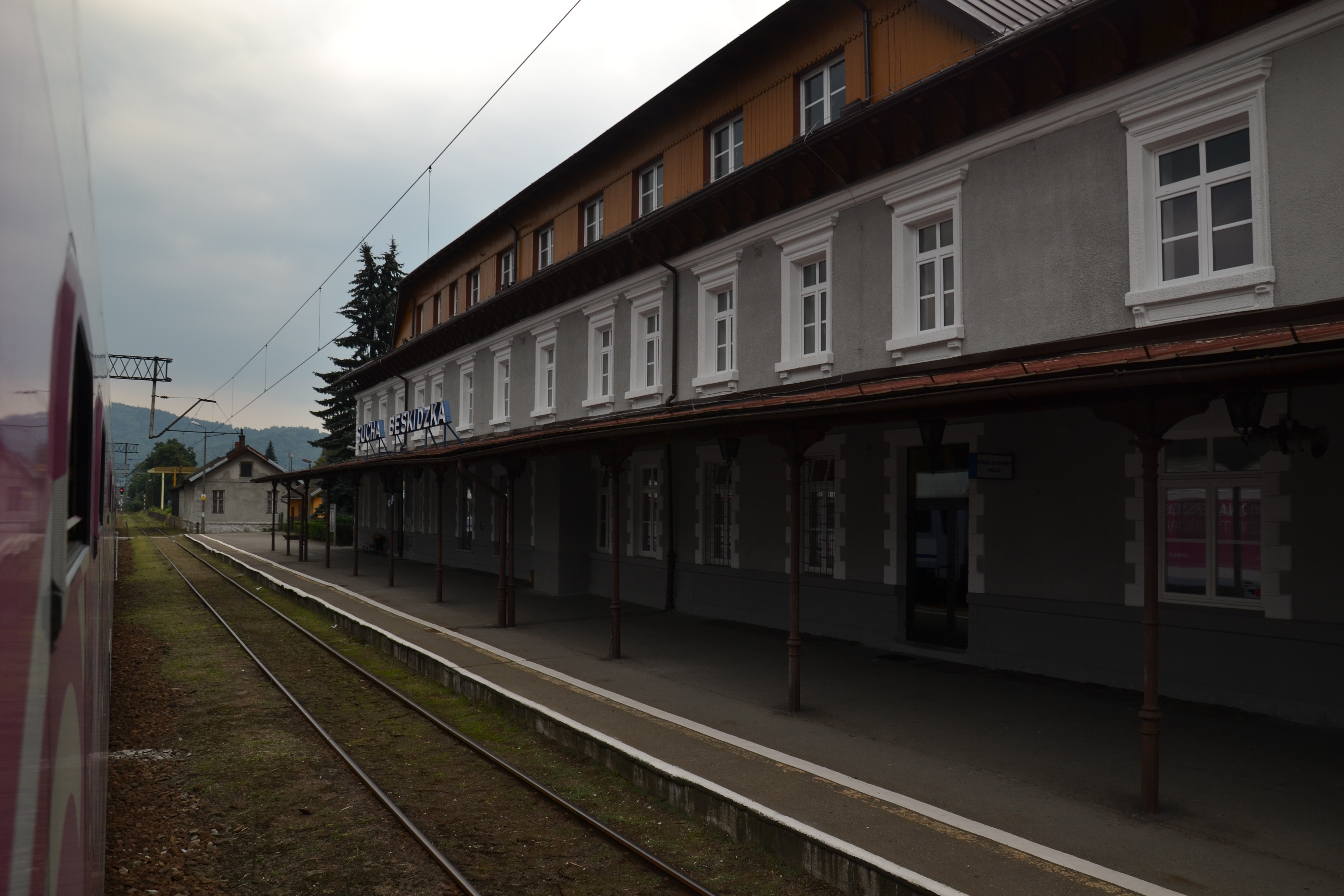
Залізнична станція в Сухій-Бескидзькій

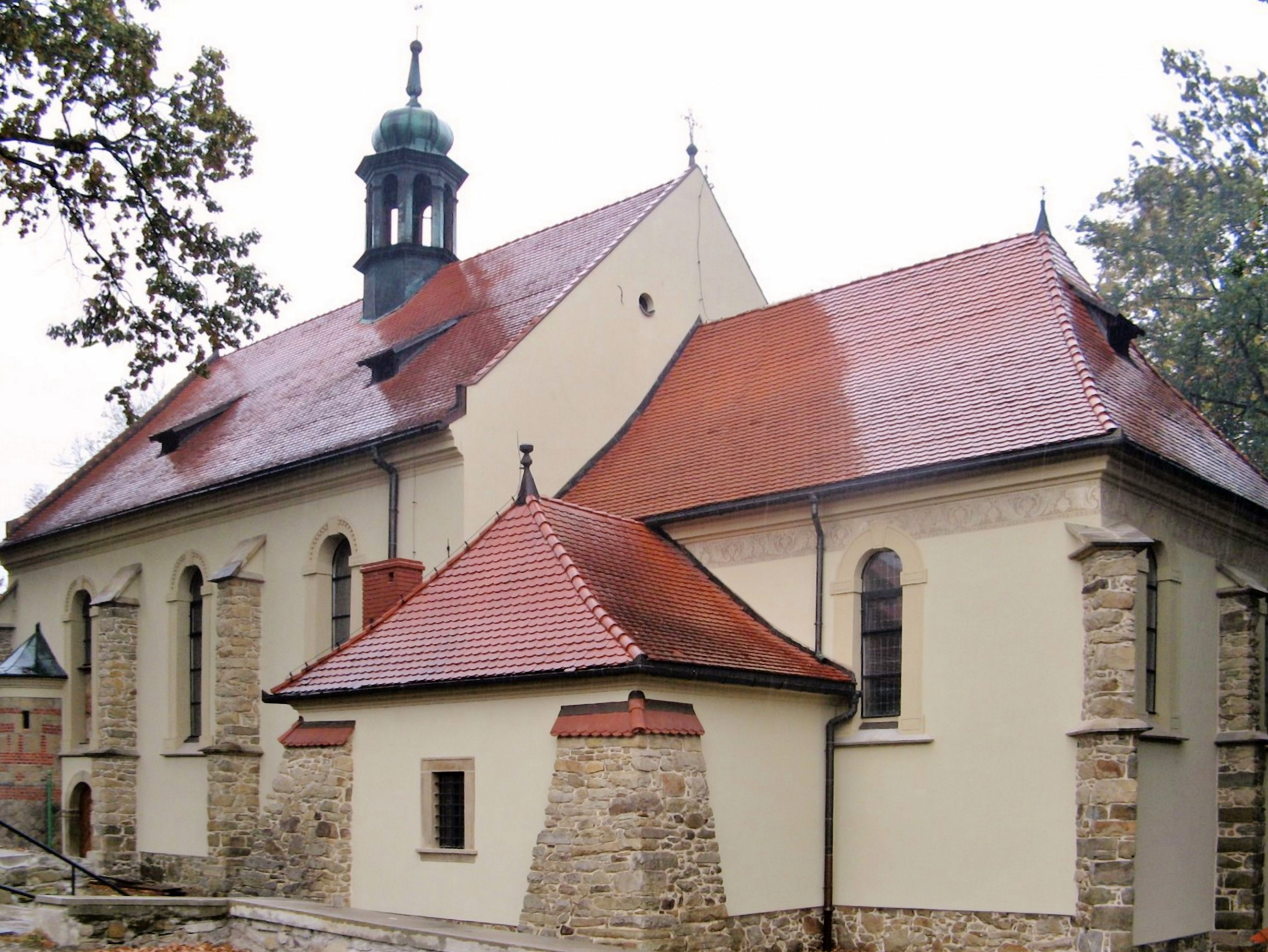
Старий костел колишнього монастиря каноніків регулярних (1613/14 рр.)

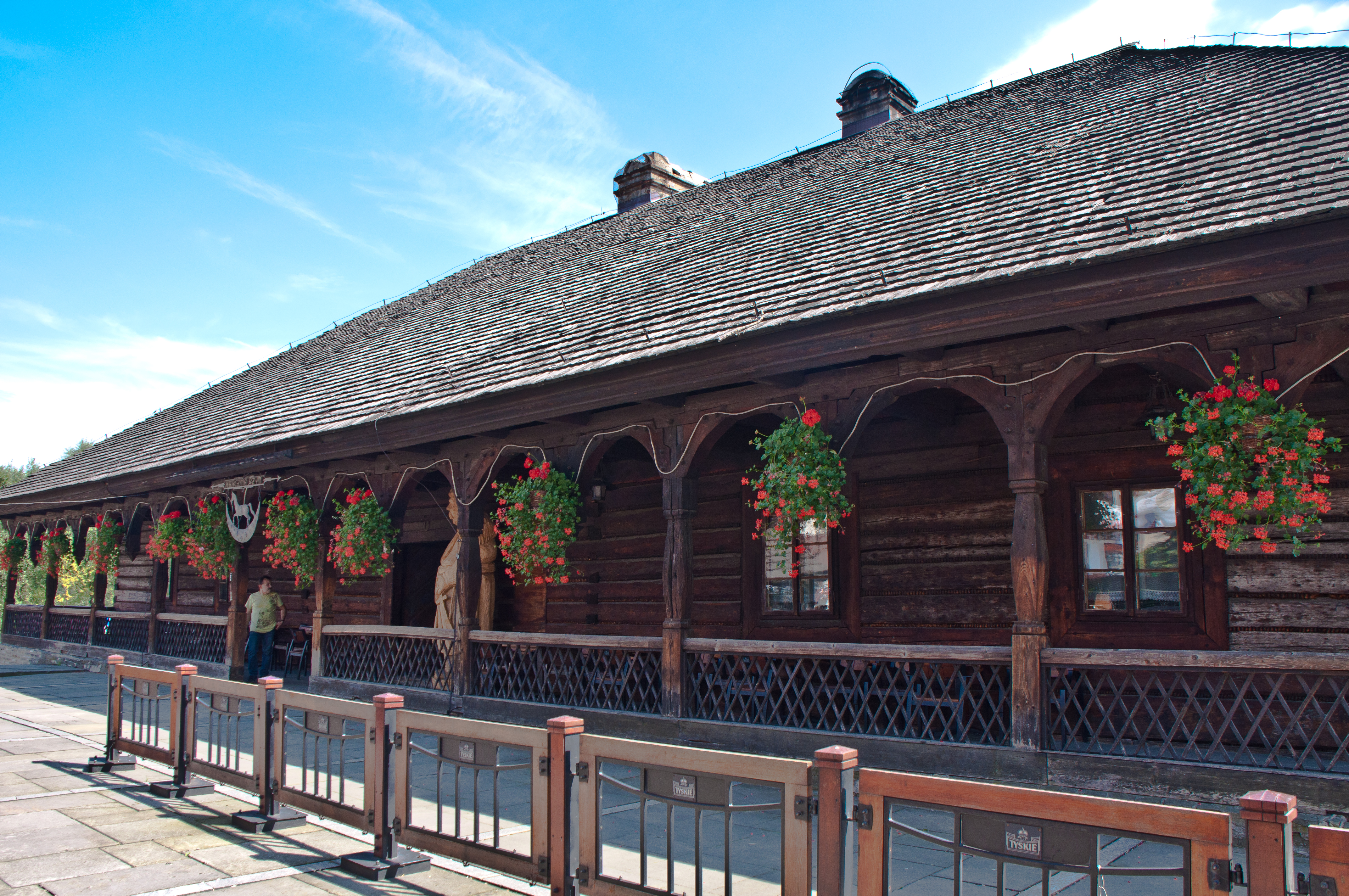
Корчма «Рим»

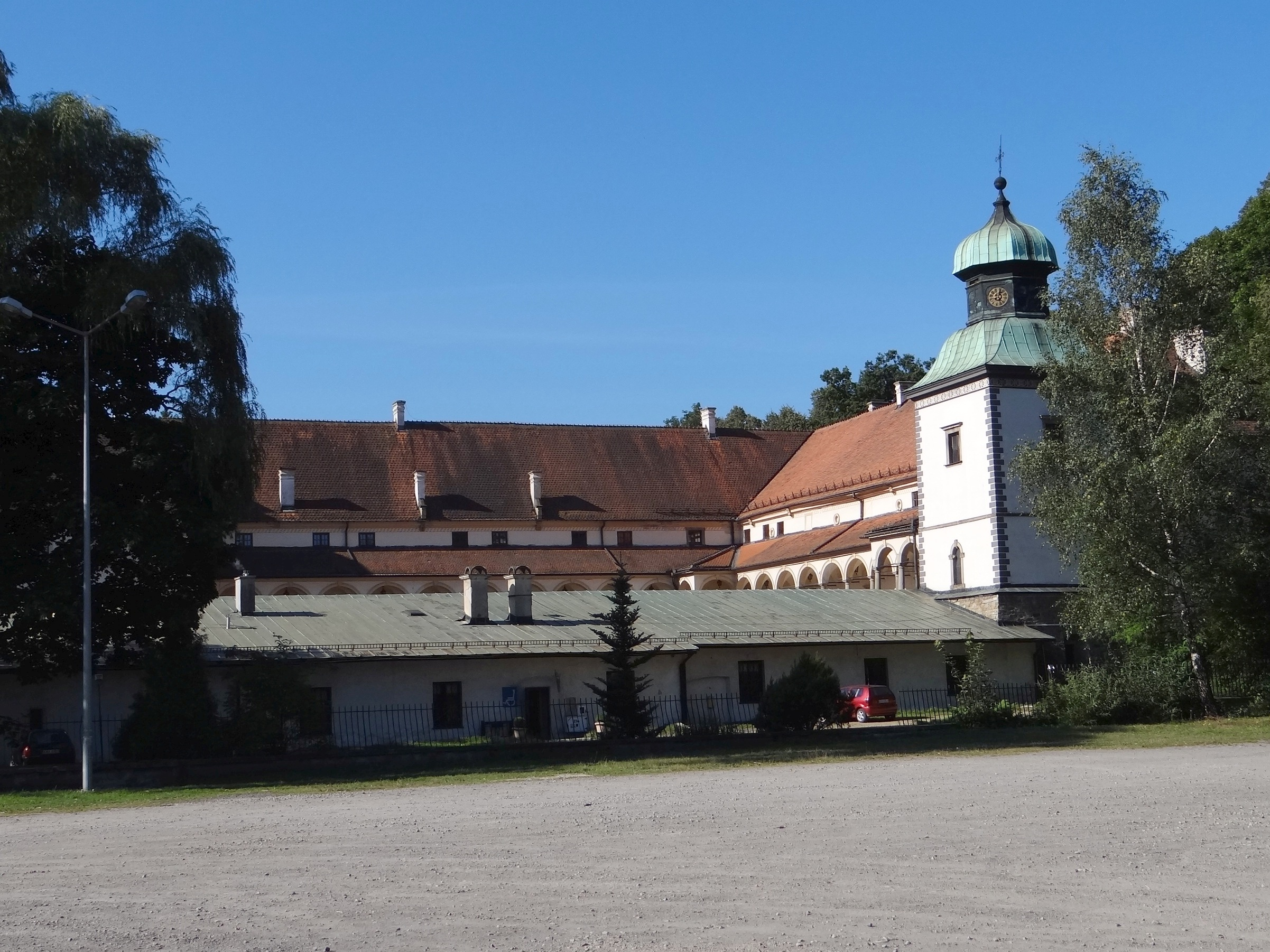
Замок Коморовських (Суський замок)

Су́ха-Бески́дзька (пол. Sucha Beskidzka) — місто в південній Польщі, на річці Скава. Адміністративний центр Суського повіту Малопольського воєводства. За Другої Польської Республіки та у 1945—1975 роках місто адміністративно належало до Краківського воєводства, а з 1975 по 1998 рік до Бєльського воєводства.

## Географія
У місті в Стришавку впадають річки Ляхівка, Блондзонка. Місто розташоване в невеликій долині на краю Бескидів Маковських і Бескидів Малих. 

## Історія
Місцевість заснована на території тодішнього Освійського князівства. Початки заселення та освоєння Суської долини пов'язані з колонізаційними діями князів Освенцимських. Як свідчать джерела, у 1405 році князь Ян II Освенцимський видав привілей, у якому дозволяв якомусь Стшалі заснувати тут поселення. Проте мізерні джерельні документи мало говорять про найдавніший період історії Сухи. Рід Стшала, ймовірно, залишався його власником кілька десятків років, до другої половини XIX століття. У XV столітті Суха переходить до рук родини Слупських. У 1564 році ці території разом з усіма Освенцімським і Заторським князівствами були включені до кордонів Корони Королівства Польського у Краківському воєводстві Сілезького повіту. Після Люблінської унії 1569 року Освенцімське і Заторське князівства увійшли до складу Речі Посполитої, якою залишалися до першого поділу Польщі в 1772 році.

### Замок Коморовських
У 1554 році Станіслав Слупський продав Суху краківському золотареві Гаспаре Кастільоне, який після нобілітації взяв від свого маєтку польське ім'я Каспер Суський. З особистістю Каспера Суського пов'язане будівництво замку, який мав стати головним адміністративним, економічним і культурним центром навколишніх територій на кілька сотень років вперед. Сталося це за часів наступних власників Сухи Коморовських, які на початку XVII століття зосередили великі землі в околицях Сухи та Живецького краю. Після їх поділу у 1608 році східна частина потрапила до рук Пьотра Коморовського і до 1939 року як т.зв. «Суська держава» залишилася в руках приватних власників, якими після Коморовських були інші відомі польські родини: Велопольські, Браницькі та Тарновські.
XVII століття стало періодом бурхливого розвитку Суського володіння. Пьотр Коморовський заснував парафію в Сухі, а в 1613—1614 роках побудував і багато обдаровував костел. Чимало зусиль приклав він і для розширення колишньої укріпленої садиби Каспера Суського, створивши розкішну магнатську резиденцію. У цей період у Сухі було засновано: склозавод, водяний млин, пивоварню, хмелесушильний завод, винокурний завод, чавунну та мідну кузню.
У 1693–1726 роках власницею Суського замку була Анна Констанція Великопольська, яка, будучи вмілим адміністратором, провела адміністративну реформу «Суської держави». У XVIII столітті під владою Великопольських, за привілеями, отриманими від польського короля, а потім після 1772 року від імператора, Суха перетворилася з типово сільськогосподарського поселення на ринкове. Ці привілеї дозволяли організовувати ярмарки, завдяки яким Суха стала відомим торгово-ремісничим центром Підбескиддя.
У 1769–1772 роках Суха та її околиці стали ареною загострених бойових дій між армією Барської конфедерації та російською армією. Наприкінці XVIII століття Суха нараховувала близько 3000 мешканців. 
В останні роки правління Велопольського було розширено та модернізовано чавунний завод — т.зв. «Кузниця Суська», що знаходиться в центрі населеного пункту. 1840-ті роки були одним із найважчих періодів в історії жителів Сучі. Вони були сповнені повенями та епідеміями, які стали основною причиною лих і неврожаїв.
Залізоробний завод працював у Сучі приблизно до 1880 року. У 1880-х роках, після запуску т. зв. частини трансверсальної залізниці, що веде від Живця через Новий Сонч до Гусятина, Суха стала важливим залізничним вузлом на відгалуженні шляху до Кракова. На той час власниками села були Браницькі, з іменем яких пов’язане створення в замку чудової бібліотеки та музейної колекції, свого часу однієї з найбільших приватних бібліотек у Польщі. Ці колекції були частково знищені під час другої світової війни, решта розпорошена.
Останню чверть XIX століття можна назвати періодом економічного підйому. Було розширено пивоварню Сухи, і в 1883 році була відкрита залізнична лінія «Суха — Живець», а через рік — «Краків — Суха — Новий Сонч». Суха стала важливим залізничним вузлом, а залізниця, окрім сільського господарства, була одним із основних джерел прибутку для мешканців. У 1886 році засновано лісопильний завод з пожежною командою. Вінцем цього періоду стало надання Сучі прав міста у 1896 році. У 1895–1907 роках була зведена нова церква, у 1911 році відкрито кооперативний банк.
У міжвоєнний період Суха кілька разів змінювала свою адміністративну приналежність, послідовно входячи до складу Живецького, Маківського та знову Живецького районів. У 1922 році власність Суських перейшла до родини Тарновських через придане. Власником замку був граф Юліуш Тарновський, син Анни Тарновської, уродженої Браницької. До першої світової війни, а також у повоєнний час у Сучі розвивалися культурно-освітні заклади. Діяли: Товариство народної освіти, польське гімнастичне товариство «Сокол», товариство народної школи, товариство католицької молоді (жіночої та чоловічої) та скаутинг. У 1930-х роках найбільше людей працювали на залізничному вузлі, лісопильні, пивоварні, заводах Рудольфа Едварда Фортуня — «Робот» (200 осіб) і «Валор». У 1939 році в Сучі мешкало близько 6200 осіб.
3 вересня 1939 року нацистська армія увійшла до Сухи з боку Живця. Місто було включено до Рейху як прикордонне, оскільки сусідній Макув-Підлянський уже входив до кордонів Генерал-губернаторства. Війна призвела до знищення єврейської громади, яка нараховувала близько 500 осіб, які проживали в Сучі. Місто було захоплене 23 січня 1945 року частинами 28-ї армії 4-го Українського фронту (на військовому цвинтарі знаходяться могили 736 радянських воїнів, які загинули під час взяття міста).
У повоєнні роки місто суттєво змінило своє обличчя. Було побудовано спортивний стадіон, а потім житловий масив «На Ставах», який разом із першим масивом «Бескидські» є найбільшим житловим кластером у Сучі. Окрім комунального та кооперативного будівництва, динамічно розвивалося індивідуальне будівництво. Розвивалися нові галузі промисловості. Створено Бабіогірську меблеву фабрику, плодоовочепереробний комбінат, фабрику засобів зв’язку. Була створена мережа початкових, професійно-технічних і середніх шкіл.
27 листопада 1965 року до традиційної, колишньої назви міста було офіційно додано другий елемент — Бескидзька, що чітко ідентифікувало його розташування. В результаті адміністративної реформи, проведеної в 1975 році, місто було включено до новоствореного Більського воєводства. У 1983 році завершено будівництво районної лікарні, навколо якої збудовано новий житловий масив. Докорінні зміни відбуваються і в сучасному вигляді міста. Прикладом може бути сучасний торгово-сервісний пасаж, збудований у центрі, на місці закритої лісопильні та автостанції. 1 січня 1999 року Суський повіт було відновлено — відповідно до історичних та культурних традицій – у складі Малопольського воєводства.

## Демографія
Демографічна структура станом на 31 березня 2011 року:
|          | Загалом | Допрацездатний вік | Працездатний вік | Постпрацездатний вік |
| -------- | ------- | ------------------ | ---------------- | -------------------- |
| Чоловіки | 4635    | 946                | 3198             | 491                  |
| Жінки    | 4922    | 878                | 2896             | 1148                 |
| Разом    | 9557    | 1824               | 6094             | 1639                 |

## Туризм і місця для відвідування
- дерев'яна корчма «Рим» з XVIII століття на Ринковій площі;
- Оранжерея;
- Ренесансний Суський замок або ж «Малий Вавель» (вул. Замковій, 1), який називається «Малий Вавель» (нині тут розташовані Міський культурний центр та Міський музей, а також готель та ресторан «Каспер Суський»);
- бароковий замковий парк у французькому стилі близько 1708 року;
- неоготична оранжерея другої половини XIX століття у замковому парку;
- Музей Суського краю (вул. Батальйонів Хлопських, 22);
- «Будинок садівника» (колись мешкав замковий садівник);
- будинок вокзалу, збудований у 1881–1882 роках, з типовою для галицьких залізниць архітектурою;
- три дерев'яні садиби чиновників 1880-х років (вул. Міцкевича, 36, 38, 40);
- дерев'яний будинок-корчма 1825 року (вул. Ролі, 82) та ще один дерев'яний будинок рубежу XIX—XX століть (вул. Міцкевича 68);
- цегляна будівля садибної пивоварні близько 1800 року (вул. Міцкевича, 32);
- кам'яниці на Ринковій площі XIX століття;
- Філія музею під відкритим небом у Чабівці — два паровози: стандартний 1909 року. та вузькоколійний 1919 року;
- природна та лісова стежка «Ясень»;
- біля костелу Відвідин Пресвятої Діви Марії могила барських конфедератів, розстріляних у 1771 році російськими військами;
- в'яз Собеського.

### Сакральні споруди
- Стара церква колишнього монастиря каноніків регулярних (1613—1614);
- комплекс монастиря регулярних каноніків: маньєристично-бароковий костел 1613–1614 років, монастирський корпус (нині пресбітерій), три каплиці XVII століття і цвинтарна каплиця 1910 року, дерев'яне зерносховище XVIII—XIX століть над пресбітерієм;
- костел Відвідин Пресвятої Діви Марії, неоготика початку XX століття, збудована за проєктом Теодора Мар'яна Тальовського;
- каплиця св. Брата Альберта з 1983 року в районі Блендзонкі;
- Каплиця Барських конфедератів на горі Ясень з другої половини XVIII століття.
- фігури та придорожні святині, зокрема дві фігури св. Яна Непомуцького (1779 та 1795 роки) у неоготичному костелі св. Антонія (1728 р.), Замислений Христос (1743 р.), св. Вавжинець (1838 р.);
- пам'ятники на парафіяльному цвинтарі, закладеному 1836 року.

## Активний туризм
У 1906 році Гуго Запалович проклав першу польську туристичну стежку в Західних Бескидах — від Сухи через Магурку до Завоя.
Місто є відправною точкою наступних туристичних стежок у Бескидах Малих, Бескидах Маковських, Бескидах Живецьких:
- червоний туристичний маршрут «Залізнична станція Суха Бескидзька — Пшеленч Пшислоп — Завоя Центр»;
- чорна туристична стежка «Залізнична станція Суха Бескідзька — Завоя Пшислоп — Завоя Дольна»;
- зелена туристична стежка «Залізнична станція Суха Бескідзька — Липська Гура — перевал Ліпіє — Цирхель — Козі Скали — Кшешув — Смрековіца — Гібаси — Кочеж»;
- блакитна туристична стежка «Автостанція Суха Бескідзька — Міодушина — Макув Підгалянський».

Також у місті є 6 велосипедних маршрутів:
- Маршрут № 1 — жовтого кольору від Суського замку в напрямку Зембжице і далі на гору Ясень;
- Маршрут № 2 — блакитний колір до 1700 м ідентичний маршруту № 1, розширений на проїзд через житловий масив Козле та район Блендзонка та до замку;
- Маршрут № 3 — помаранчевий маршрут веде по вул. Замковій, площа Ринок, вул. Косцельна, вул. Шпитальна/вул. 3-го Мая, «Під модриною», в'їзд до села Пшислоп, Біляси, Поляна, в'їзд до села Ґжехиня: За водою, Заронбкі, в'їзд до міста Суха Бескідзька, житловий масив «Сумерувка», доїжджаємо до вул. Над Скавою і далі по вул. Пілсудського через площу Ринок, вул. Замкова;
- Маршрут № 4 — зелений колір збігається з маршрутом № 3, тільки ми потрапляємо на площу перед монастирем кармелітів босих у Завої;
- Маршрут № 5 — бордовий колір, тобто маршрут № 4 продовжується житловим масивом «Хуціско» у Стришаві, повертаємось до Сухи воєводською дорогою № 946, вул. Міцкевича, вул. Замковою;
- Маршрут № 6 — темно-синій веде по вул. Замковій, площі Ринок, вул. Юліуша Тарновського, вул. Батальйонів Хлопських та вул. Блєндзонки, перевал Ліпє між Липською Горою та Глушковою Горою, житловий масив «Блахутувка», житлові масиви «Крупнякі» та «Галушкі» у Стришаві, міст у Стришаві та залізничний переїзд, воєводська дорога № 946, повернення на Суху Бескидську вул. Міцкевича, вул. Замковою.

У місті є готельні бази: готель «Монтіс», готель «Каспер Сускі», шкільний молодіжний гуртожиток.

## Відомі люди
- Біллі Вайлдер — американський кінорежисер і сценарист польсько-єврейського походження.